# 玩蟹科技
玩蟹科技，全稱北京玩蟹科技有限公司是一家總部位於中華人民共和國北京市海淀区中关村奥北科技园的電子遊戲開發商和網絡遊戲營運商，主要開發手機行動端遊戲，代表作為《大掌門》。

## 歷史
玩蟹科技於2009年由中國科學技術大學（中科大）的畢業生叶凯、胡磊万城、欧阳刘彬等人建立，成立初期公司位於知春路的民居。早期玩蟹科技專注於開發社交網站上的網頁遊戲，開發了《购物天堂》《幸福旅馆》《我的冒险》等遊戲，2011年公司轉型開發手機行動端遊戲。2011年6月在中科大新创基金会負責人刘志峰引薦下，同為中科大校友建立的北纬通信決定幫助推廣和發行玩蟹科技的新手機遊戲《大掌門》。2012年9月《大掌門》推出之後，玩蟹科技的營收大幅度提升，從上一年虧損250萬人民幣，到2013年前半年營收超過9600萬人民幣。同年，玩蟹科技和熱酷合作營運的《忍將》也獲得每月1000萬人民幣的營收。
2013年10月15日，上市公司掌趣科技表示將以17.39億人民幣全資收購玩蟹科技，並在2014年4月完成併購。憑藉《大掌門》玩蟹科技在2013年中国游戏产业年会上獲得「2013年度中国十大新锐游戏企业」和「2013年度十大最受欢迎的移动原创移动游戏」兩個獎項。接下來數年，玩蟹科技也完成與掌趣科技收購時的對賭協議，並且超額完成，在2013-2016年期間給掌趣科技帶來超過8.2億人民幣的淨利潤。2015年7月，玩蟹科技獲SNK授權製作的《拳皇98终极之战OL》上線，同月ChinaJoy上宣佈製作《魔法门之英雄无敌系列》的手機遊戲《魔法门之英雄无敌：战争纪元》。《拳皇98终极之战OL》上線一年多產生了有超過30億人民幣的營收，2017年初玩蟹科技的首席執行官叶凯就任掌趣科技首席产品官。2019年6月，玩蟹科技推出了改編自《一拳超人》手機遊戲《一拳超人：最强之男》。

## 侵權爭議
2013年6月1日，搜狐畅游獲得了金庸的作品在中國大陸的遊戲改編權，8月起訴玩蟹科技在《大掌門》中大量使用了金庸武俠小說中的人物、招式和劇情。兩家公司最後於9月26日達成庭外和解。10月9日，玩蟹科技為侵權事件發佈了道歉公開信，並獲得金庸的相關授權。2014年8月，玩蟹科技乘著電影《四大名捕大结局》的上映，在《大掌門》推出《四大名捕》中的主要角色，事後《四大名捕》作者溫瑞安起訴玩蟹科技侵權。

## 主要開發遊戲
| 遊戲名稱                       | 營運日期      | 備註   |
| ------------------------------ | ------------- | ------ |
| 《大掌門》                     | 2012年9月     | [ 3 ]  |
| 《拳皇98终极之战OL》           | 2015年7月     | [ 8 ]  |
| 《魔法门之英雄无敌：战争纪元》 | 2017年6月     | [ 15 ] |
| 《大掌门2》                    | 2018年5月17日 | [ 16 ] |
| 《一拳超人：最强之男》         | 2019年6月19日 | [ 10 ] |